# Michael Baur
Michael Baur (født 16. april 1969 i Innsbruck, Østrig) er en tidligere østrigsk fodboldspiller (defensiv midtbane).
Baur spillede langt størstedelen af sin karriere for FC Tirol Innsbruck i hjemlandet. Han tilbragte i alt 13 sæsoner i klubben, og var med til at vinde hele fire østrigske mesterskaber. Han tilbragte også en sæson i den tyske Bundesliga hos Hamburger SV.
Baur spillede desuden 40 kampe og scorede fem mål for det østrigske landshold. Han var en del af det østrigske hold til VM i 1990 i Italien. Han kom dog ikke i banen i turneringen, hvor østrigerne røg ud efter det indledende gruppespil.